# 福岡県立嘉穂高等学校・附属中学校
福岡県立嘉穂高等学校・附属中学校（ふくおかけんりつかほこうとうがっこう）は、福岡県飯塚市潤野にある公立高等学校・中学校。併設型中高一貫校。

## 沿革
- 1898年5月31日 東筑尋常中学校（現東筑高校）の仮校舎を飯塚町（現飯塚市）に設置する。
- 1902年1月28日 福岡県嘉穂郡立嘉穂中学校創立（定員500名）。
- 1908年4月1日 県立に移管し、福岡県立嘉穂中学校と改称。
- 1920年7月 同窓会発足。
- 1929年 作業科加設。
- 1940年 飯塚夜間中学校併設
- 1948年
  - 4月1日 学制改革に伴い福岡県立嘉穂高等学校と改称（定員1200名）。
  - 8月1日 定時制課程設置。
- 1949年 男女共学化。
- 1972年3月 中学区制導入により、嘉飯山地区全域からの受験が可能となる。
- 1981年3月 新校舎（潤野ヶ丘）へ全面移転。旧校舎跡地には飯塚市のコミュニティ施設「飯塚コスモスコモン」が建設された。
- 1990年 理数科を設置。
- 2002年4月 武道・日本文化コース開講。
- 2015年（平成27年）嘉穂高校の併設校として福岡県立嘉穂高等学校附属中学校開校[1]
- 2020年3月31日 - 定時制課程を廃止[2]。

## 学科
全日制の普通科、理数科で構成される。かつて定時制が存在したが、現在は廃止されている。

### 全日制
- 普通科 - 280名
  - 普通科のうち武道・日本文化コース - 40名
- 理数科 - 40名

武道・日本文化コースでは武道、華道や茶道の授業が行われている。
武道・日本文化コースを除く普通科は1クラス40人の6クラスで構成されている。2年次以降に文理の選択によりクラス編成される。

### 定時制（廃止）
2017年度（平成29年度）から募集を停止し、2020年（令和2年）3月31日に廃止された。
- 普通科 - 80名（推薦なし）

## 部活動
生徒の大半が部活動に参加し、運動部のほとんどは全国大会で入賞経験を持つ。特に柔道部は全国大会優勝を何度も経験しており、吹奏楽部も全国吹奏楽コンクールにて金賞を多く受賞している。剣道部も高校総体で優勝経験あり。また放送部も全国大会に出場している。

## 学校行事
6月　潤陵（じゅんりょう）祭（文化祭）
9月　大運動会　男子生徒の「棒体操」は一本の長い棒を、4~5人で一緒に持ち、演技する。女子の「マスゲーム」では、華麗な創作ダンスを披露する。

## 著名な出身者
- 高瀬弘美（前参議院議員）
- 西江一郎（元プロ野球選手）
- 江頭匡一（ロイヤルホスト（ロイヤルホールディングス）創業者）
- 今福将雄（俳優）
- 平松慎吾（俳優）
- 横山博人（映画監督）
- 山田パンダ（フォークシンガー、元かぐや姫メンバー）
- 坂口卓司（RKB毎日放送アナウンサー）
- 田中みずき（RKB毎日放送アナウンサー）
- 中村明美（元FBS福岡放送アナウンサー）
- 原田愛子（タレント・原田らぶ子）（九州朝日放送ラジオパーソナリティー）
- 肘井ミカ（女優）
- 瀬戸康史（俳優、中退）
- 大井廣介（評論家）
- 野見山暁治（画家、東京芸大名誉教授,文化勲章受章）
- 花村仁八郎（元経団連副会長、元日本航空会長、元横浜みなとみらい21会長）
- 松田博文（柔道世界選手権優勝者）
- 前田勝之助（東レ名誉会長、元経団連副会長）
- 鳥越信（児童文学者、元早稲田大学教授）
- 西園昌久（精神医学の日本の最高権威、元福岡大学病院長）
- 高島忠平（元佐賀女子短期大学学長、吉野ヶ里遺跡発見の第一功労者）
- 鎌田靖（フリージャーナリスト、元NHK記者）
- 林田慎之助（神戸女子大学名誉教授）
- 野見山俊一（熊本学園大学名誉教授）
- 三好行雄（元東京大学文学部学部長）
- 田中正大（元NHK交響楽団首席ホルン奏者、元武蔵野音楽大学教授）
- 永利勇吉（元プロ野球選手）
- 多田幸蔵（英文学者、東京大学名誉教授）
- 村上ゆき（シンガ-ソングライター・ピアニスト）
- 井上ポルノ（漫画家、イラストレーター）
- 木原活信（同志社大学教授）
- 野見山篤 (ギラヴァンツ北九州強化本部長）ー
- 吉村和真 (京都精華大学マンガ学部准教授、漫画研究の第一人者）
- 吉岡剛（柔道家）
- 熊本修治（柔道家）
- 田中達也 （富士通代表取締役社長）
- 新原勇（柔道家）
- 田代高英（元福岡教育大学学長）
- 谷口久（元久留米市長）
- 松岡重博（元長崎大学名誉教授）
- 武富敏治（元三井松島産業会長）
- 斉藤武幸（元住友建設会長）
- 加藤一雄（元日本大学法学部長）
- 渡辺静波（元浄土真宗西本願寺派総長）
- 占部友一（元椿本チエイン会長）
- 大屋麗之助（元西日本鉄道会長）
- 徳永賢一（元日本弁護士連合会副会長）
- 久芳徹夫（京セラ会長）
- 松尾龍彦（元NHK解説委員）
- 永光洋一（元運輸事務次官）
- 中村真一（日鉄物産社長、全日本柔道連盟会長）
- 益田武尚（プロ野球選手）
- 武井政一（飯塚市長）

## 通学区
武道・日本文化コース以外の全日制普通科は福岡県第14学区の飯塚市・嘉麻市・桂川町を通学区とする。理数科は筑豊地区（第13・14・15学区）から通学できる。武道・日本文化コースおよび定時制課程は福岡県内全域から通学できる。

## 交通アクセス
最寄りのバス停
- 西鉄バス筑豊「嘉穂高校」バス停（平日の一部の便のみ）

最寄りの道路
- 福岡県道100号大日寺潤野飯塚線